# Вязовники в долине реки Дубны в окрестностях деревни Троица-Вязники
Вязовники в долине реки Дубны в окрестностях деревни Троица-Вязники — памятник природы регионального (областного) значения Московской области, который включает ценные в экологическом, научном и эстетическом отношении природные комплексы и объекты, нуждающиеся в особой охране для сохранения их естественного состояния:
- старовозрастные вязовые насаждения по берегам реки Дубны;
- места произрастания и обитания редких видов растений и животных, занесенных в Красную книгу Московской области.

Памятник природы основан в 1992 году. Местонахождение: Московская область, Талдомский городской округ, в непосредственной близости от деревни Троица-Вязники. Участок 1 расположен на левом берегу реки Дубны в 0,2 км к северо-западу от деревни Тарусово; к северу от заброшенного песчаного карьера. Участок 2 расположен на правом берегу реки Дубны в непосредственной близости к деревне Троица-Вязники. Участок 3 расположен на левом берегу реки Дубны и включает северную часть деревни Тарусово; ограничен с запада грунтовой дорогой. Участок 4 расположен на левом берегу реки Дубны на территории деревни Тарусово. Общая площадь памятника природы составляет 30,15 га (участок 1 — 0,82 га, участок 2 — 25,68 га, участок 3 — 2,51 га, участок 4 — 1,14 га).

## Описание
Территория памятника природы расположена в пределах подмосковной части Верхне-Волжской низменности в зоне распространения водно-ледниковых плоских, замедленно дренированных равнин. Абсолютные высоты в пределах памятника природы изменяются от 118 м над уровнем моря (урез реки Дубны) до 134 м над уровнем моря (в юго-восточной оконечности участка 2). Кровля дочетвертичных пород местности представлена известняками верхнего карбона.
Участок 1 памятника природы расположен на левом берегу реки Дубны на абсолютных высотах 118—124 м над уровнем моря. Участок включает фрагмент поймы и поверхность первой надпойменной террасы, сформировавшуюся на относительной высоте около 5 м над урезом реки Дубны. Поверхность террасы субгоризонтальная со слабым уклоном (до 1—2 градусов) на север, ширина поверхности в границах памятника природы — около 25—50 м. В пределах надпойменной террасы наблюдаются многочисленные переувлажненные западины и ложбины. Территорию участка с юга на север прорезает долина безымянного ручья с плоским днищем. На террасе встречаются остатки небольших старых песчаных карьеров. Диаметр карьеров составляет около 15—20 м, глубина — около 3—4 м. Стенки карьеров незадернованные, их крутизна достигает порядка 15—25 градусов.
Южная граница участка 1 проходит по бровке второй надпойменной террасы. Уступ террасы неровный, крутизна уступа составляет около 8-10 градусов. На склоне протекают микрооползневые процессы.
Гидрологический сток на территории участка 1 направлен в реку Дубну — правый приток реки Волги. По территории участка с юга на север протекает ручей, вытекающий из обводненного карьера и впадающий в Дубну. Ширина ручья составляет 1—2 м (местами до 4—5 м). Глубина ручья — 0,1 м, днище песчано-щебнистое. Протяженность ручья в пределах участка 1 составляет около 45—50 м.
Участок 2 памятника природы располагается на правом берегу реки Дубны и вытянут вдоль неё на 1,1 км. Абсолютные высоты в границах участка изменяются от 118 до 134 м над уровнем моря. Территория включает поверхности первой и второй надпойменной террас, которые занимают относительные высоты 5—6 м и 8—10 м над урезом реки Дубны соответственно, а также участки вышележащих равнин и пойменные поверхности.
Надпойменные террасы сложены древнеаллювиально-водно-ледниковыми песками и суглинками светло-коричневого цвета. Пойменные поверхности сложены аллювиальными отложениями. Участок включает три крупные балки. Первая залегает вдоль западной границы территории. Верховья балки разветвлены, ширина эрозионной формы после слияния трех более мелких балок составляет около 10 м. Крутизна бортов эрозионной формы составляет около 15—20°. По днищу балки протекает ручей с шириной русла 0,5—0,7 м. Дно ручья сложено песчано-суглинистым материалом с гравием и щебнем.
Вторая балка расположена на расстоянии около 300 м к востоку от первой и протянулась в пределах участка памятника природы на 400 м. Балка характеризуется большей шириной (до 40 м), имеет плоское днище и борта высотой 2—3 м. По днищу балки течет меандрирующий водоток. Ширина ручья достигает 1 м, глубина — не более 0,1 м.
Третья крупная балка располагается в крайней восточной части участка памятника природы на изгибе реки Дубны. Балка отличается большими размерами (до 100—150 м в ширину). Её длина в пределах памятника природы составляет около 900 м. Балка вытянута с северо-востока на юго-запад и открывается в долину реки Дубны. Борта эрозионной формы характеризуются крутизной 20—25°. Днище балки — плоское. По днищу протекает водоток, ширина русла которого составляет 1—1,5 м. В русле ручья образовались многочисленные наносы песчано-гравийных отложений.
На территории участка между крупными балками широко развиты более мелкие эрозионные формы, характеризующиеся шириной несколько метров и глубиной 0,5—1,5 м. Небольшие эрозионные формы развиваются как на склонах речной долины, так и на склонах крупных балок, усложняя и расчленяя их. На поверхностях первой и второй надпойменной террас развиты изометричные котловины суффозионного генезиса диаметром до 7 м и глубиной до 0,5 м. На участках крутых склонов в границах территории развиты оползневые и обвально-осыпные процессы.
Гидрологический сток на территории участка 2 по водотокам, протекающим по днищам крупных балок, направлен в реку Дубну. В пределах эрозионных форм и на склонах террас вскрываются выходы грунтовых вод.
Участок 3 памятника природы располагается на левом берегу реки Дубны и вытянут вдоль её русла примерно на 0,6 км. Абсолютные высоты в границах участка изменяются от 118 до 126 м над уровнем моря. Территория участка включает поверхности первой надпойменной террасы и небольшие фрагменты поймы. Поверхность первой надпойменной террасы располагается на относительной высоте 5—6 м над урезом реки Дубны. Территория участка характеризуется наличием развитой сети коротких балок (до 20—30 м). Ширина балок — 3—4 м, глубина — около 1,5 м. Борта характеризуются крутизной до 25—30°. Иногда балки, сливаясь между собой, образуют разветвленную сеть, а их устья веерообразно открываются в сторону долины реки Дубны, вынося много мелко- и крупнообломочного материала.
Гидрологический сток на территории участка 3 памятника природы по временным водотокам, формирующимся по днищам балок, направлен в реку Дубну.
Участок 4 памятника природы расположен на левом берегу Дубны и включает фрагменты её поймы и первой надпойменной террасы. Абсолютные высоты в границах участка изменяются от 118 до 126 м над уровнем моря. Пойма, сложенная аллювиальными песками и суглинками, располагается на относительной высоте около 0,5 м над урезом реки Дубны. Первая надпойменная терраса сложена древнеаллювиально-водно-ледниковыми песками и суглинками и располагается на относительной высоте 5 м над урезом реки. Уступ террасы имеет крутизну около 25-30 градусов.
Гидрологический сток на территории участка направлен в реку Дубну.
Почвенный покров надпойменных террас на участках памятника природы представлен серыми почвами, сформировавшимися под вязовниками, и дерново-подзолистыми почвами. В днищах ложбин и западин встречаются гумусово-глеевые и перегнойно-глеевые почвы, на пойме — аллювиальные светлогумусовые почвы и аллювиальные гумусово-глеевые почвы.

### Флора и растительность
Растительность памятника природы на участках 1, 2 и 3 представлена вязовыми лесами из вяза гладкого с участием ольхи серой и ольхи чёрной, единично березы и осины, преимущественно снытьевыми, граничащими с пойменными злаково-разнотравными лугами и рощами древесных ив (ракита, или ива ломкая). На участке 4 находится старый липовый парк.
На участках 1, 2 и 3 распространены вязовники разных типов. Вязовники кустарниковые разнотравно-широкотравные характеризуются более густым подлеском и более разнообразным составом травяного яруса. В подросте — вяз, рябина, в кустарниковом ярусе — черемуха и малина. Состав травостоя довольно разнообразный: присутствуют сныть обыкновенная, яснотка крапчатая, или пятнистая, звездчатка дубравная, гравилат речной, таволга вязолистная, кочедыжник женский, щитовник игольчатый, или картузианский, чистец лесной, хвощ луговой, дудник (дягиль) лекарственный, крапива двудомная.
Древесный ярус снытевых вязовников сложен вязами с диаметром стволов до 50 см, в среднем 30—40 см. В подросте — вяз и осина, в подлеске — черемуха и малина. В травостое доминирует сныть, встречаются крапива, кочедыжник женский, щитовник игольчатый, зеленчук жёлтый, чистотел большой.
В подросте вязовника снытево-хвощевого присутствует липа мелколистная. Подлесок образуют черемуха, калина, смородина чёрная. В травяном ярусе доминирует хвощ луговой, обильны сныть, кочедыжник, щитовник игольчатый, местами — крапива. Встречаются звездчатка дубравная, яснотка крапчатая, чистец лесной, чистотел большой.
Встречаются участки вязовников с рябиной во втором ярусе (высотой 10—12 м и диаметром ствола 10—20 см). Вязы здесь имеют диаметр стволов до 60 см. В подросте — ольха серая и липа. В кустарниковом ярусе единично растут калина, крушина ломкая, малина (единично и группами). В травостое доминирует сныть, встречаются хвощ луговой, живучка ползучая, крапива, щитовник игольчатый, вербейник монетный, ландыш майский, пырейник собачий, овсяница гигантская.
На участке 1 кроме вязовников разнотравно-широкотравных с сорнотравьем есть пойменные разнотравно-кострецовые луга с участием видов сорнотравья и высокотравья.
Окраинные участки рядом с дорогами на участке 3 заняты вязовниками сорнотравно-крапивными. В составе древостоя есть старые вязы с диаметром ствола до 60—70 см при среднем — 40—45 см. Отмечена единичная примесь ивы ломкой, в подросте участвуют вяз и ольха серая, подлесок образует черемуха. Проективное покрытие травяного яруса — 100 %. Доминирует крапива двудомная, обильны сныть обыкновенная, бодяк овощной, звездчатка дубравная, яснотка крапчатая. Присутствуют купырь лесной, герань болотная, будра плющевидная, повой заборный.
На участке 2 лесной массив склона сложен вязовниками чистыми или с примесью липы, реже березы. Преобладают снытевые, иногда с крапивой и чистотелом; нередко кустарниковые ассоциации. Возраст древостоя различен: есть как относительно молодые вязы (диаметры стволов — 20—30 см) и вязы с диаметрами 50—60 см, так и старые — с диаметром более 1 м. В подросте этих лесов участвуют вяз, липа, ольха серая. Отмечены единичные проростки дуба. В кустарниковом (местами довольно густом) ярусе обильны черемуха, бузина, смородина красная, малина, единично растет крушина ломкая. В некоторых сообществах обилен хмель вьющийся. В травостое вязовых лесов на этом участке отмечены сныть обыкновенная, крапива двудомная, чистотел большой, яснотка крапчатая, щитовник игольчатый, кочедыжник женский, недотрога мелкоцветковая, живучка ползучая, гравилат городской, звездчатка дубравная, хвощ луговой, вороний глаз, пырейник собачий, таволга вязолистная, будра плющевидная, лопух большой, колокольчик широколистный, кислица обыкновенная. Доля сорных видов в травостое вязовых лесов возрастает на окраине массива, около кладбища, вдоль дороги и троп.
Вдоль реки местами тянется полоса старых деревьев вяза и липы (диаметры до 1 м) с примесью ивы ломкой. В подросте участвуют вяз и липа, в кустарниковом ярусе — черемуха и смородина чёрная. Травостой снытевый с крапивой, лопухом паутинистым, геранью болотной, пырейником собачьим. На других отрезках полоса вдоль реки занята сероольшаниками снытьево-сорнотравными.
В реке растет кувшинка белоснежная (редкий и уязвимый вид, не включенный в Красную книгу Московской области, но нуждающийся на территории области в постоянном контроле и наблюдении).
На участке 3 есть участок относительно молодого вязовника с отдельными очень старыми вязами, достигающими в диаметре 100 и 120 см. В густом подросте — ольха серая, вяз, рябина и дуб. Подлесок образуют черемуха, бузина красная, крушина ломкая. Проективное покрытие травяного яруса составляет 40 %. В его составе обычны сныть, яснотка крапчатая, хвощ луговой, гравилаты речной и городской, крапива, вербейник монетный, норичник шишковатый, колокольчик широколистный (редкий и уязвимый вид, не включенный в Красную книгу Московской области, но нуждающийся на территории области в постоянном контроле и наблюдении).
На участке 4 имеется старинный липовый парк с дубами и лиственницами. Возраст лип и лиственниц достигает 200 лет, дуба — 150—200 лет. В парке встречается бересклет бородавчатый, сирень обыкновенная, рябинник рябинолистный (большая куртина), малина. В травяном ярусе преобладает сныть, встречаются будра плющевидная, овсяница гигантская, гравилат городской, лютик ползучий, бор развесистый, подорожник большой, пустырник пятилопастной, колокольчик рапунцелевидный.
В парке много троп, дорог, полян и захламленных сооружений. Окруженный селитебной зоной и садовыми участками, парк постепенно деградирует и замусоривается, увеличивается доля сорных трав.

### Фауна
Видовой состав фауны позвоночных животных памятника природы типичен для широколиственных лесов в долинах рек средней полосы Европейской России, но заметно обеднен в связи с небольшой площадью и фрагментарностью памятника природы. Здесь обитает ряд редких и охраняемых видов животных.
На территории памятника природы отмечено обитание 31 вида наземных позвоночных животных, из них двух видов амфибий, 26 видов птиц и трех видов млекопитающих.
В пределах участка 1 можно выделить два основных зоокомплекса (зооформации): лесную зооформацию и луговую зооформацию.
Виды лесной зооформации населяют участок вязовника разнотравно-широкотравного с сорнотравьем. По причине крайне небольшой площади участка видовой состав позвоночных здесь невелик. Из млекопитающих встречается обыкновенный крот, из птиц — пеночка-весничка, зарянка и зяблик.
Виды луговой зооформации населяют опушку вязовника и небольшой прилегающий участок пойменного разнотравно-кострецового луга с примесью видов сорнотравья и высокотравья. Из птиц здесь обитает луговой чекан, из насекомых — встречаются редкие и уязвимые виды дневных бабочек, не включенные в Красную книгу Московской области, но нуждающиеся на территории области в постоянном контроле и наблюдении: дневной павлиний глаз, пестрокрыльница, голубянка икар.
В пределах участков 2, 3 можно выделить два основных зоокомплекса (зооформации): лесную зооформацию и зооформацию опушечных местообитаний.
Виды лесной зооформации участка 2 обитают в сыроватом вязовнике с примесью ольхи серой, с подлеском из рябины и чёрной смородины. Из млекопитающих здесь встречаются обыкновенный крот и рыжая полевка, из птиц — большой пестрый дятел, белоспинный дятел (редкий и уязвимый вид), иволга, весничка, теньковка, мухоловка-пеструшка, зарянка, большая синица, обыкновенная лазоревка, зяблик, щегол. Из земноводных присутствуют травяная и остромордая лягушки.
Виды лесной зооформации участка 3 обитают в вязовнике с примесью липы и чёрной ольхи, произрастающем на склоне к Дубне и в оврагах. Из млекопитающих, помимо перечисленных выше обыкновенного крота и рыжей полевки, встречается обыкновенная лисица. Из птиц обитают большой пестрый дятел, белоспинный дятел, желна, иволга, серая ворона, речной сверчок, весничка, теньковка, славка-черноголовка, садовая славка, мухоловка-пеструшка, серая мухоловка, зарянка, соловей, певчий дрозд, чёрный дрозд, рябинник, большая синица, обыкновенная лазоревка, зяблик. Здесь также обитает чёрный коршун (вид, занесенный в Красную книгу Московской области). Из земноводных также встречаются травяная и остромордая лягушки.
К видам опушечного зоокомплекса участков относятся из птиц серая славка, садовая камышевка, лесной конек, обыкновенная овсянка. Довольно многочисленны бабочки, в том числе редкие виды — махаон и хвостатка вязовая, или W-белое (последний вид занесен в Красную книгу Московской области); обитают и редкие и уязвимые виды дневных бабочек — сенница памфил, дневной павлиний глаз, пестрокрыльница, голубянки икар и аргиад.
Участок 4 представляет собой липовый парк на территории деревни с заметно обедненным видовым составом позвоночных животных по сравнению с другими участками. Из птиц здесь встречаются большой пестрый дятел, серая славка, рябинник, большая синица, зяблик, щегол. На данном участке обычны также встречи с синантропными видами птиц.

## Объекты особой охраны памятника природы
Охраняемые экосистемы: старые долинные сорнотравно-широкотравные вязовники с хорошим возобновлением, имеющие ботаническое и водоохранное значение.
Места произрастания и обитания охраняемых в Московской области, а также иных редких и уязвимых видов растений и животных, зафиксированных на территории памятника природы.
Виды растений, являющиеся редкими и уязвимыми таксонами, не включенны в Красную книгу Московской области, но нуждающиеся на территории области в постоянном контроле и наблюдении: колокольчик широколистный, кувшинка белоснежная.
Охраняемые в Московской области, а также иные редкие виды животных:
- виды, занесенные в Красную книгу Московской области: чёрный коршун, хвостатка вязовая, или W-белое;
- виды, являющиеся редкими и уязвимыми таксонами, не включенны в Красную книгу Московской области, но нуждающиеся на территории области в постоянном контроле и наблюдении: воловий глаз, сенница памфил, пестрокрыльница, голубянки икар и аргиад, махаон, белоспинный дятел.